# Єврейське кладовище (Сколе)
Єврейське кладовище міста Сколе, ймовірно, було засновано у 18 столітті, але точна дата невідома. На цвинтарі немає надгробків, хоча у 2003 році там встановлено пам’ятник, присвячений вбитим жителям міста. Кладовище розташоване у північній частині міста, на захід від залізничних колій, на потоці Осташув.

## Зовнішні посилання
- фото єврейського кладовища [Архівовано 3 червня 2021 у Wayback Machine.] в Сколе у колекції Національного цифрового архіву
- фото єврейського кладовища [Архівовано 4 червня 2021 у Wayback Machine.] в Сколе у колекції Національного цифрового архіву
- книжка з картинками єврейського кладовища пам'яті Сколе (с. 52), вільний доступ до Публічної бібліотеки Нью-Йорка (Публічна бібліотека Нью-Йорка) [Архівовано 29 квітня 2016 у Wayback Machine.] ( іврит ) ( англ. )